# کریسمس سیاه (فیلم ۲۰۰۶)
کریسمس سیاه (انگلیسی: Black Christmas) فیلمی در ژانر ترسناک، اسلشر و مهیج به کارگردانی گلن مورگن است که در سال ۲۰۰۶ منتشر شد.

## بازیگران
- کیتی کسیدی
- میشل تراختنبرگ
- مری الیزابت وینستد
- الیور هادسون
- لیسی چابرت
- آندره‌آ مارتین
- کریستال لووی
- کریستن کلوک
- اَن مری دلوئیس
- جسیکا هارمون
- کارین کانووال